# Jorge Cárdenas
Jorge Eduardo Cárdenas Londoño (Cali, 27 de noviembre de 1970) es un actor colombiano.

## Biografía
Nació en Cali y desde muy pequeño empezó a cantar en concursos intercolegiados y forma a los 16 años su primera banda, Kinessis.
Estudia Ingeniería Industrial en la Pontificia Universidad Javeriana. Desde muy joven hace cursos de teatro e interpretación.
inició su carrera profesional en 1994 en el grupo Luna Verde junto a Carolina Sabino, Vicky Rodríguez y Leonardo Álvarez. “Ay que Calor”, “La Colita”, “Espacio”, “Por tu querer” o “Mi Negra” fueron algunos de los éxitos de la agrupación en los 3 álbumes que publicaron bajo el sello Sony Music.
Paralelamente inicia su carrera actoral en 1994 en la serie juvenil “Clase Aparte”.
En 1995 logra su primer protagónico en la serie “Sobrevivir “ en el personaje de Jacobo Valbuena con el cual consigue el premio Tv y Novelas al mejor actor revelación en 1996.
En 1998 lanza su primer álbum como solista, también con Sony Music, titulado con su propio nombre. “Abreme la puerta”, “Te seguiré” y “Estar contigo” se lanzaron como sencillos logrando posicionarse en Colombia, Ecuador y Venezuela.

## Carrera
Obtiene a la edad de 11 años la Cruz de Calatrava y la Gran Cruz de Calatrava el año siguiente como ganador en el concurso más importante a nivel musical en el Valle de Cauca. Más tarde participa en el festival Mono Nuñez y en Festibuga. Si siente cómodo en los escenarios y se integra en la orquesta Dimensión. Forma su primer grupo de rock, Kinessis, cuyo primer gran éxito llega en 1990 con "No quiero que mi país sea un Beirut".
Gracias a su colaboración con el jinglero y productor Kike Santander así como Alberto "Beto" Pérez, coreógrafo y creador de Zumba, el productor Eduardo Paz lo promociona como cantante para el grupo Luna Verde. Graba tres discos con este grupo donde tienen gran repercusión en Venezuela, Perú y Ecuador. En 1997 lanza su primer álbum en solitario, Jorge Cárdenas, "Te seguiré" y "Ábreme la puerta" pertenecientes al disco del mismo nombre destacan por sus letras y melodía. Todas aquellas clases de interpretación le ayudan a ser más tarde, actor de telenovelas como Las Juanas, ¿Por qué diablos?, La viuda de Blanco, Sobrevivir y Zona rosa. El año 1996 gana el premio al mejor actor revelación y es nominado varias veces como mejor actor.
Siguió cantando y actuando en algunos años; acompañó en la gira en Colombia al músico venezolano Franco de Vita, formó parte del elenco de una nueva novela sobre la vida de Celia Cruz, y participó en el reality de Caracol TV Tu cara me suena imitando a Bruno Mars, Don Omar, Marbelle, José Feliciano y Sting (The Police). 
En 2015, participó en la producción para Telemundo Señora Acero 2 y en 2016 en El Chema interpretando al narcotraficante colombiano Carlos "Pelusa" Rodríguez.
En 2023 entra a la famosa serie “El señor de los cielos” de Telemundo para interpretar a Alan Saade, repudiable embajador plenipotenciario de la dictadura venezolana.

## Vida personal
En el año 2008 contrajo matrimonio con la también actriz Ana Lucía Domínguez. En 2015 se muda junto a su esposa a Ciudad de México.

## Filmografía

### Televisión
| Año       | Título                  | Personaje                     | Canal              |
| --------- | ----------------------- | ----------------------------- | ------------------ |
| 2023      | Pálpito                 | Matón                         | Netflix            |
| 2023      | El Señor de los Cielos  | Alan Saade                    | Telemundo          |
| 2017      | Infieles                | Guillermo Ep: El carnicero    | Canal 1            |
| 2016-2017 | El Chema                | Carlos Rodríguez 'Pelusa'     | Telemundo          |
| 2016-2017 | La ley del corazón      | Leonardo Tapia                | RCN Televisión     |
| 2015-2016 | Señora Acero            | Comandante Carlos             | Telemundo          |
| 2015-2016 | Celia                   | Caito                         | RCN Televisión     |
| 2012-2013 | El Capo 2               | Chucky                        | RCN Televisión     |
| 2011-2012 | La traicionera          | Moro                          | RCN Televisión     |
| 2008-2009 | La dama de Troya        | Alcaraván                     | RCN Televisión     |
| 2007      | Zona rosa               | Andres Orozco                 | RCN Televisión     |
| 2002      | Milagros de amor        | N/A                           | RCN Televisión     |
| 2000-2001 | Traga maluca            | Andrés Sandoval               | Caracol Televisión |
| 1999-2000 | ¿Por qué diablos?       | James Olarte Diego            | Cadena Uno         |
| 1998-1999 | Tan cerca y tan lejos   | N/A                           | RCN Televisión     |
| 1998      | Carolina Barrantes      | Gregorio Duque                | RCN Televisión     |
| 1997      | Las Juanas              | Octavio Portoreal             | RCN Televisión     |
| 1997      | La mujer del presidente | Luis Carlos Jaramillo "Lucas" | Caracol Televisión |
| 1996-1997 | La viuda de blanco      | N/A                           | Cadena Uno         |
| 1996      | Sobrevivir              | Jacobo                        | Cadena Uno         |
| 1994-1997 | Clase aparte            | Ernesto Rico "Rico Perico"    | Cadena Uno         |

## Reality
- 2021 - ¿Quién es la máscara? .... Participante[12]
- 2004 - La isla de los famosos .... Participante

## Cine
- 2009 - Alborada carmesí[13]

## Teatro
- 2010 - Probation Protagonista Rivera Plaza, Theatre Miami, 2010
- 2009 - El Absurdo Rostro del Sexo, Protagonista, Teatro Santa Fé, 2009
- 2008 - Gaitán, El Hombre a Quien Amé, Grandes Musicales, Protagonista, Teatro Colsubsidio, 2008
- 2007-2008 Pasiones en Contra Vía, Protagonista (café concert) Club de La Comedia, Teatro Holliwood,

- 2005 - Fritos pero no revueltos, Protagonista (stand up comedy), Teatro Hollywood, 2005

## Música
- 2011 - Tengo: Artista-Compositor, productor ejecutivo y coproductor musical.
- 2007 - Soy Yo: FM discos, Compositor, productor ejecutivo y coproductor musical.
- 2007 - Música serie Zona Rosa.
- 1997 - Jorge Cárdenas: Sony Music. Te seguiré y Ábreme la Puerta, top 5 en Colombia.
- 1995 - Luna Verde en IV Creciente: Sony Music. La Colita top 3 En Colombia, # 1 en Ecuador.

- Triple disco de oro. 1996

- 1994 - Luna Verde: Sony Music, Ay qué calor, canción del año en Colombia, Disco de oro.

## Premios y nominaciones

### Premios TVyNovelas
| Año  | Categoría                            | Telenovela o Serie | Resultado |
| ---- | ------------------------------------ | ------------------ | --------- |
| 1998 | Mejor actor de reparto de telenovela | Las Juanas         | Nominado  |
| 1996 | Mejor actor revelación               | Sobrevivir         | Ganador   |

### Premios India Catalina
| Año  | Categoría                               | Telenovela o Serie | Resultado |
| ---- | --------------------------------------- | ------------------ | --------- |
| 1996 | Mejor actriz o actor revelación del año | Sobrevivir         | Nominado  |